# Anton Saal
Anton Saal (* 25. Januar 1986 in Schongau) ist ein ehemaliger deutscher Eishockeyspieler und derzeitiger -trainer.

## Spielerkarriere
Anton Saal begann seine Eishockey-Karriere mit der Ausbildung beim SC Riessersee, wo er in der Deutschen Nachwuchsliga (DNL) U18 über mehrere Jahre insgesamt 114 Spiele absolvierte. Auch in der Jugendnationalmannschaft kam der Stürmer 25-mal zum Einsatz. Mit Saisonstart 2005/06 wurde er in den Kader der Oberligamannschaft des SCR aufgenommen, bei dem Saal zwei Saisonabschnitte seiner Spielerkarriere verbrachte. Weitere Stationen waren die Fischtown Pinguins Bremerhaven, EC Peiting, Starbulls Rosenheim und der ESV Kaufbeuren. In der Zeit trat er 123-mal in der 2. Bundesliga, 640-mal in der drittklassigen Oberliga und sechsmal im DEB-Pokal an. Höhepunkte seiner Karriere waren die drei Meisterschaften in der Oberliga Süd mit dem EC Peiting. Mit Ablauf der Saison 2019/20 beendete Anton Saal beim ECP seine Spielerkarriere. Die vorgesehene Abschlusssaison 2020/21 mit dem ESV Bad Bayersoien konnte wegen der COVID-19-Pandemie nicht mehr durchgeführt werden.

## Trainerkarriere
Mit Saisonbeginn Saison 2021/22 übernahm Anton Saal die Aufgaben als Cheftrainer der Oberligamannschaft des EC Peiting. Ab seinem Amtsantritt konnte er sich von 2022 bis 2024 jeweils für die Playoffs zur Oberligameisterschaft qualifizieren.

## Erfolge und Auszeichnungen
- 2012 Meister der Oberliga Süd mit dem EC Peiting
- 2013 Meister der Oberliga Süd mit dem EC Peiting
- 2019 Meister der Oberliga Süd mit dem EC Peiting

### International
- 2004 Aufstieg in die Top-Division bei der U18-Junioren-Weltmeisterschaft der Division I, Gruppe B